# Referéndum de autonomía de Martinica de 2003
Un referéndum de autonomía tuvo lugar en Martinica el 7 de diciembre de 2003 junto a un referéndum idéntico en Guadalupe. A los electores se les preguntó si querían que la isla perteneciera a una colectividad territorial. La propuesta fue rechazada por un 50,48% de los electores.

## Resultados
| Opción                              | Votos   | %     |
| ----------------------------------- | ------- | ----- |
| A favor                             | 53 667  | 49,52 |
| En contra                           | 54 701  | 50,48 |
| Votos en blanco/nulos               | 8 536   | –     |
| Total                               | 116 904 | 100   |
| Electores registrados/participación | 265 056 | 44,11 |
| Source: Direct Democracy            |         |       |